# Robert Lyon (espion)
Pour les articles homonymes, voir Robert Lyon.
Robert Lyon (14 janvier 1897 - 20 octobre 1986)  fut, pendant la Seconde Guerre mondiale, un agent secret français du Special Operations Executive. Il fut l’une des premières recrues de la section F en août 1941, mais très vite arrêté par la police de Vichy, il fut l’un des évadés de Mauzac le 16 juillet 1942 et rejoignit l'Angleterre, via les Pyrénées. En juin 1943, il fut envoyé en mission en France où il devint chef du réseau ACOLYTE dans la région de Roanne, participant activement à la libération.

## Identités
- État civil : Robert Lyon
- Comme agent du SOE, section F :
  - Nom de guerre (field name) : « Adrien »
  - Nom de code opérationnel : ACOLYTE (en français ACOLYTE, aussi)
  - Autres pseudos : Bobichon (en 1941)[1], Bradley (en Espagne, 1942) ; Gilbert Calvert (en France 1943-1944)

Services militaires (guerre) :
- du 10 juillet 1915 au 13 septembre 1919
- du 12 septembre 1939 au 15 juillet 1940
- du 13 août 1941 au 30 octobre 1945 : SOE, section F ; grade : captain ; puis DGER.

## Éléments biographiques
1897. Robert Lyon naît le 14 janvier 1897 à Paris 2e.
1914-1918. Engagé volontaire le 10 juillet 1915. Démobilisé le 13 septembre 1919.
1939. Mobilisé le 12 septembre comme interprète à la Mission française de liaison, il est affecté à l'état-major du lieutenant-colonel britannique Whrite, commandant le 53rd Medium Regiment Royal Artillery.
1940. Campagne de Belgique du 10 au 30 mai. Retraite sur Dunkerque et évacuation sur l'Angleterre la 30 mai 1940. Retour en France le 5 juin au dépôt des interprètes (4e escadron du Train, Le Mans). Retraite sur Tarbes à partir du 13 juin. Démobilisation à Tarbes le 10 juillet.
1941
- Août. Le 8 à Marseille, Robert Lyon est contacté par Jacques Vaillant de Guélis, en mission pour un mois en France. Il contracte un engagement P2 avec la section F.
- Octobre. Il reçoit et héberge deux officiers britanniques parachutés le 17 octobre. Dans le cadre d’une vague d’arrestations conduite par la police de Vichy contre les premiers agents du SOE, il est arrêté le 24 à Marseille au café Le  Mont Ventoux, puis emprisonné à la prison de l'Évêché. Il est incarcéré à la prison de Beleyme à Périgueux le 29 octobre.

1942. Avec ses camarades, Robert Lyon est transféré à la prison de Mauzac le 14 mars. Il s'en évade le 16 juillet 1942, avec dix camarades (voir l'article évasion de Mauzac). Il part en Angleterre (via Lyon, l’Espagne, Gibraltar, Lisbonne, Bristol) et parvient à Londres le 3 octobre, accueilli par Jacques Vaillant de Guélis.
1943.
Janvier. Le 10, il commence l'entraînement d'agent en vue d'une mission en France.
Mission en France
Définition de la mission : mettre sur pied un réseau de fourniture d'armes, ACOLYTE, dans la région du nord-ouest de Lyon ; activités : recrutement et instruction d'agents, reconnaissance d'objectifs ; parachutages d'armes, d'explosifs et de personnel)
- Juin.
  - Tentatives infructueuses : dans la nuit du 20 au 21, il n'y a pas d'accueil à l'arrivée et l'avion doit retourner en Angleterre sans déposer ses passagers ; dans la nuit du 22 au 23, une panne de la génératrice provoque une interruption générale de l'alimentation électrique de l'avion, qui oblige le pilote à faire demi-tour.
  - Dans la nuit du 23 au 24 juin 1943, un avion le dépose en France[3].

Récit. Lors de leur troisième voyage en commun, les deux passagers, Robert Lyon et le colonel Émile Bonotaux découvrent qu’ils ont servi dans le même régiment d’artillerie en 1915-1916 et qu’ils ont été blessés tous les deux. Le colonel révèle qu’il n’est pas un agent du SOE, mais travaille pour l’organisation de résistance de l’armée française, et qu’il est allé à Alger pour prendre contact avec le général Giraux. Vol sans histoire. À l’atterrissage, Lyon et Bonotaux sont accueillis par Henri Déricourt et son assistant Rémy Clément. On dissimule une partie de leurs bagages dans une meule de foin sur le terrain. Déricourt les guide vers un taillis, en leur recommandant d’y rester cachés jusqu’à 7 heures, le premier train pour Paris  devant quitter à 8 heures la gare d’Amboise, située à moins de cinq kilomètres.
Le matin, en gare d’Amboise, quatre jeunes-gens sont là avec des vêtements par trop voyants. Ce sont des membres de la Gestapo française, tout ce dont dispose Hans Kieffer ce jour-là, car ses meilleurs limiers sont affectés avenue Henri-Martin (ils viennent effectivement dans la nuit d’y arrêter Andrée Borrel « Denise » et Gilbert Norman « Archambault ») et rue de Mazagran (ils vont y arrêter Francis Suttill « Prosper » dans la matinée). Robert Lyon et le colonel Émile Bonotaux prennent le train pour Paris, voyageant séparément. Robert Lyon voit Déricourt se promener de long en large dans le train. Du menton, Déricourt désigne aux truands les deux agents venus de Londres. À la gare d’Austerlitz, aucun contrôle de police, Hans Kieffer y a veillé. Les deux arrivants s’engouffrent dans le métro. Ils prennent deux lignes différentes, obligeant leurs anges gardiens à se séparer en deux équipes. Robert Lyon change deux fois de rame avant de descendre à Porte-de-la-Chapelle. Il flâne jusqu’à la rue de Flandre et pénètre dans un immeuble. Les sbires d’Henri Lafont battent la semelle devant le portail durant des heures, jusqu’à ce qu’ils découvrent que l’immeuble est pourvu d’une double issue s’ouvrant sur la rue voisine. Robert Lyon est déjà loin, en route pour Lyon.
- Juin (suite). Robert Lyon, devenu Gilbert Calvert, commence à développer ses contacts dans la région de Roanne.

1944
Robert Lyon dirige le réseau ACOLYTE :
- Février. Premier parachutage d'armes au début du mois.
- Mai. Le 10, il est arrêté par la Gestapo et incarcéré à la prison Montluc. Lors de son transfert à Paris pour interrogatoire, dans la nuit du 19 au 20, il s'évade en sautant du train par la fenêtre au niveau de Villeneuve-Saint-Georges et se réfugie chez des amis à Tournan-en-Brie (Seine-et-Marne), où il reçoit de nouveaux papiers.
- Juin. Le 5 juin 1944, veille du débarquement, il reprend le commandement du réseau, confié entretemps à son second Jean Henri Coleman (Victor). Il organise et participe à de nombreux sabotages :
  - destructions et déraillements sur les voies ferrées Lyon – Nîmes, Lyon – Saint-Étienne, Roanne – Paray-le-Monial, Roanne – Saint-Étienne, Roanne – Saint-Germain-des-Fossés, provoquant des immobilisations du trafic sur des durées de 3 à 9 jours ;
  - coupure du cable téléphonique Paris – Rome, le long de la RN 7 ;
  - coupure de la ligne électrique haute tension alimentant Vichy.

Il organise et commande deux maquis, au sud et à l'ouest de Roanne. Attaqué par les Allemands et la milice, il réussit à décrocher malgré quelques pertes et rassemble ses éléments pour la poursuite des Allemands en retraite à partir du 20 août, jusqu'aux environs d'Autun.
Fin septembre, sa mission achevée, Robert Lyon rentre à Londres.
Affecté à la DGER, il est démobilisé le 30 octobre 1945 comme chef de mission de 2e classe (grade d'assimilation : commandant 1er échelon)
1986. Il meurt le 20 octobre à Saint-Mandé et est inhumé au cimetière de Meudon Trivaux.

## Reconnaissance
Robert Lyon a reçu les distinctions suivantes :
- Royaume-Uni : membre de l’Ordre de l’Empire britannique (MBE), à titre militaire ;
- France : Légion d'honneur (chevalier, décret du 14 janvier 1948, JO du 17 février 1948 ; officier, décret du 28 septembre 1957, JO du 3 octobre 1957), Croix de guerre 1914-1918, Croix de guerre 1939-1945, Médaille de la Résistance rosette, JO du 13 juillet 1957 ; croix du combattant volontaire de la Résistance.
- Belgique : officier de l'Ordre de Léopold de Belgique ; Croix de guerre belge 1914-1918.